# 鳥パン
鳥パン、鳥ぱん（とりパン）とは、長野県諏訪市の銘菓。あんこ入りの饅頭の一種。
諏訪市推せんみやげ品認定品。

## 概要
名称に「パン」とはあるが、いわゆる饅頭である。諏訪湖に浮かぶ水鳥をイメージして焼き上げた菓子であり、薄皮の中にアズキのこしあんが入り、こしあんは甘さ控えめで、ほのかに塩味が効いている。
二つ並べると、水鳥が寄り添っているように見えることから、結婚披露宴用の菓子としても用いられている。

## 歴史
丸平精良軒総本店（諏訪市、1855年（安政2年）創業）の2代目・河西治助は東京で修業し、フランスから伝わったパンの製法を習得し、諏訪で初めてパンの製造を始めたとされる。1887年（明治20年）ごろに、あんぱんの上に小さなあんぱんを乗せ、鳥に形を似せて販売するようになった。子どもが泣いているときに鳥パンを渡し、「泣く子も黙る鳥ぱん」を宣伝文句として販売していた。
3代目・河西良助が諏訪湖に飛来するカモをモチーフとした形状に改良した。諏訪湖で羽を休めるカモの姿をした鳥パンは、諏訪の銘菓として評判となり、大正時代は当時の皇太子（後の昭和天皇）に献上されたこともある。
丸平精良軒総本では、コロナ禍では破棄する菓子も多かったことから、順調に売れていた鳥ぱんのみの販売に絞っている。